# Flaggen der Vereinigten Arabischen Emirate

Flagge der Vereinigten Arabischen Emirate

Diese Liste zeigt und erläutert die Flaggen der Vereinigten Arabischen Emirate.

## Geschichte
Im 18. Jahrhundert führten alle Stämme am Persischen Golf eine rote Flagge, das Abzeichen des Scherifen von Mekka.
Als am 8. Januar 1820 der Friedensvertrag mit Großbritannien geschlossen wurde, verpflichteten sich die Vertragsstaaten, ihre rote Flagge mit einem weißen Rand als Friedenszeichen zu versehen. Zur Unterscheidung setzten die einzelnen Länder noch ihre Namen in weißer arabischer Schrift ins rote Feld. Heute führen die in den Arabischen Emiraten zusammengeschlossenen Scheichtümer die rot-weiße Flagge in unterschiedlichen Anordnungen.

## Liste
| Emirat                    | Flagge       | Lage | Anmerkungen |
| ------------------------- | ------------ | ---- | --- |
| Abu Zaby أبو ظبي          | Abu Dhabi    |      | Die Flagge Abu Dhabis wurde 1958 eingeführt. Bis dahin führte Abu Dhabi die gleiche Flagge wie Adschman und Dubai.                                                             |
| ʿAdschmān عجمان           | Adschman     |      | Die Flagge Adschmans ist identisch mit der Flagge Dubais. |
| Dubayy دبي                | Dubai        |      | Die Flagge Dubais ist identisch mit der Flagge Adschmans. |
| al-Fudschaira الفجيرة     | Fudschaira   |      | Als Hamad II. im Jahr 1975 in Fudschaira an die Macht kam, schaffte er die bisherige komplett rote Flagge ab und übernahm die Bundesflagge der Vereinigten Arabischen Emirate. |
| Ra's al-Chaima رأس الخيمة | Ras Alchaima |      | Die Flagge Ra’s al-Chaimas ist im Wesentlichen identisch mit der Schardschas.                                                                                                  |
| asch-Schāriqa الشارقة     | Schardscha   |      | In der Flagge Schardschas sollte das Rot in einer dunkleren Schattierung gehalten werden.                                                                                      |
| Umm al-Qaiwain أم القيوين | Umm Qaiwain  |      | Umm al-Qaiwain |